# Posada (Las Winiarski)
Posada – część wsi Las Winiarski w Polsce, położona w województwie świętokrzyskim, w powiecie buskim, w gminie Busko-Zdrój.
W latach 1975–1998 Posada administracyjnie należała do województwa kieleckiego.